# Hendrik Feist
Hendrik Feist (* 2. Juni 1983 in Achern, Baden-Württemberg) ist ein ehemaliger deutscher Basketballspieler.

## Karriere
Der 1,93 m große und 96 kg schwere Feist kam auf den Positionen Shooting Guard und Small Forward zum Einsatz. Er war Schüler am Basketballinternat der Urspringschule, ehe er zwischen 2002 und 2006 an der Stony Brook University im US-Bundesstaat New York studierte und für die Basketball-Mannschaft der Hochschule in der US-amerikanischen NCAA spielte.
Nach seiner Rückkehr nach Deutschland stand er zwischen 2006 und 2008 beim deutschen Bundesligisten Artland Dragons in Quakenbrück unter Vertrag. Ab 2008 spielte Feist beim TV 1862 Langen in der 2. Bundesliga ProA und nahm im selben Jahr an der Wissenschaftlichen Hochschule Lahr ein Masterstudium im Fach Wirtschaftswissenschaften auf. Jedoch besaßen die Quakenbrücker eine Option, Feist für die Saison 2009/10 neu zu verpflichten.
Hendrik Feist war U20- und A2-Nationalspieler Deutschlands. Weiterhin nahm er 2005 mit der Studentennationalmannschaft an der Universiade in Izmir teil.
Im Sommer 2010 beendete er seine Basketballkarriere, um sich seiner beruflichen Zukunft zu widmen.

## NCAA-Statistiken
| Saison    | Spiele | Einsatzzeit | Punkte pro Spiel | Rebounds pro Spiel | Assists pro Spiel |
| --------- | ------ | ----------- | ---------------- | ------------------ | ----------------- |
| 2002/2003 | 27     | 18:03       | 4.9              | 1.7                | 1.2               |
| 2003/2004 | 21     | 12.5        | 3.1              | 1.6                | 0.9               |
| 2004/2005 | 25     | 13:03       | 3.3              | 1.2                | 0.7               |
| 2005/2006 | 28     | 18:08       | 4.1              | 1.4                | 0.9               |

## Bundesliga-Statistiken
| Saison    | Spiele | Einsatzzeit | Punkte pro Spiel | Rebounds pro Spiel | Assists pro Spiel |
| --------- | ------ | ----------- | ---------------- | ------------------ | ----------------- |
| 2006/2007 | 32     | 9:04        | 1.7              | 0.6                | 0.4               |
| 2007/2008 | 8      | 04:04       | 0.8              | 0.3                | 0.5               |

## Erfolge in der Bundesliga
Im Jahre 2008 gewann Hendrik Feist mit den Artland Dragons den BBL-Pokal.